# جزيرة حجام
جزيرة حجام هي الجزيرة العراقية الوحيدة التي يمكن اعتبارها ضمن مياه الخليج العربي لكنها عمليا تقع عند مدخل خور الزبير مقابل ميناء أم قصر في محافظة البصرة.

## وصلات خارجية
- ميناء مبارك الكبير وتدمير ثغر العراق